# Aloe ballyi
Aloe ballyi (укр. Алое Баллі)  — сукулентна рослина роду алое.

## Етимологія
Видова назва дана на честь Пітера Рене Оскара Баллі (1895–1980), швейцарського ботаніка в музеї Кориндон (англ. Coryndon), в Найробі, який багато подорожував Східною Африкою і був резидентом в Кенії з 1930-х..

## Морфологічні ознаки
Листків на стеблі до 25 штук. Листя до 90 см завдовжки, до 14 см завширшки, сіро-зелені. Суцвіття до 60 см, китиці циліндричні, квіти тьмяно-кармінові.

## Місця зростання
Aloe ballyi зростає в Кенії і Танзанії на висоті 900 — 1  500 метрів над рівнем моря, серед сухих листяних чагарників з акації і сукулентів, а також серед кущів на скелястих пагорбах.

## Охоронний статус
Aloe ballyi входить до Червоного Списку Міжнародного Союзу Охорони Природи видів під загрозою зникнення через обмежений ареал (менше 500 км ²). Відомий у 5 місцях, де розміри популяцій малі і продовжують зменшуватись. Ці сухі чагарники широко використовуються для виробництва деревного вугілля. Середовища проживання потерпають від сільського господарства.